# 서부쥐
서부쥐(Pseudomys occidentalis)는 쥐과에 속하는 설치류의 일종이다. 오스트레일리아 원주민은 왈야지(Walyadji)로 부른다. 오스트레일리아에서만 발견된다.

## 특징
꼬리 길이를 제외하고 몸길이가 보통 10cm 정도이고, 최대 몸길이가 14cm로 추정된다. 몸무게는 평균 34g이다. 부드럽고 섬세한 짙은 회색과 담황색 털을 갖고 있으며 조모는 검다. 발은 희다. 화상을 입지 않는 찰흙 토양에서 서식한다. 이 지역은 특히 사막콴동(Santalum acuminatum)과 사초속 식물이 울창한 곳이다.